# بيل كيتشن
بيل كيتشن هو لاعب هوكي الجليد كندي، ولد في 2 أكتوبر 1960 في Schomberg, Ontario ‏ في كندا، وتوفي في 30 يوليو 2012 في أوتاوا في كندا.

## وصلات خارجية
- بيل كيتشن على موقع دوري الهوكي الوطني (الإنجليزية)
- بيل كيتشن على موقع قاعة مشاهير الهوكي (لاعب أن.إتش.أل) (الإنجليزية)
- بيل كيتشن على موقع EliteProspects.com (الإنجليزية)
- بيل كيتشن على موقع HockeyDB.com (الإنجليزية)
- بيل كيتشن على موقع Hockey-Reference.com (الإنجليزية)